# Kohlmeisteralm
Die Kohlmeisteralm ist eine Alm in der Gemeinde Bad Gastein im österreichischen Bundesland Salzburg.

## Lage und Charakteristik
Die Kohlmeisteralm erstreckt sich an den südlichen Hängen des Gamskarkogels in der Ankogelgruppe. Sie liegt in der Ortschaft Bad Gastein und in der Katastralgemeinde Remsach. Der zugehörige Bauernhof befindet sich unweit der Alm am Martin-Lodinger-Höhenweg.
Eine Almhütte steht auf einer Höhe von 1472 m ü. A. (Meter über Adria). Das Gelände fällt Richtung Süden zum Scheiblingbach ab, einem rechtsseitigen Nebenbach der Gasteiner Ache. Südwestlich der Alm wächst ein Grauerlen-Hangwald.

## Geschichte
Im von 1823 bis 1830 erstellten Franziszeischen Kataster ist nördlich der späteren Almhütte der Kohlmeisteralm eine Flur namens Röckboden mit einem Gebäude verzeichnet.